# サン＝ディディエ＝アン＝ヴレ
サン＝ディディエ＝アン＝ヴレ （Saint-Didier-en-Velay）は、フランス、オーヴェルニュ＝ローヌ＝アルプ地域圏、オート＝ロワール県のコミューン。

## 地理
コミューンは、その名の一部ともなっているヴレ地方に属している。

## 歴史
サン＝ディディエのコミューン名は、11世紀のシャマリエール＝シュル＝ロワールの特許状台帳に初めて登場する。そこではParochia castri de S. Desiderioと記されている。1792年から1795年までの国民公会時期には、コミューンはサン＝ディディエ＝ラ＝セオーヴ（Saint-Didier-la-Séauve）と呼ばれていたのが、モン＝フラン（Mont-Franc）と改名させられた。
1865年、サン＝ディディエの一部はポン＝サロモンがコミューンとして新設されるにあたって割譲された。そして1925年にラ・セオーヴ・シュル・セメーヌが新設されると再度土地を割譲している。

## 住民生活
最近、サン＝ディディエの行政当局は村に監視カメラを設置することを決めた。これについて住民の一部が懸念を抱いている。

## 人口統計
| 1962年 | 1968年 | 1975年 | 1982年 | 1990年 | 1999年 | 2006年 | 2012年 |
| ------ | ------ | ------ | ------ | ------ | ------ | ------ | ------ |
| 2603   | 2555   | 2422   | 2580   | 2723   | 2891   | 3254   | 3476   |

source=1999年までLdh/EHESS/Cassini、2004年からINSEE

## 史跡
- サン＝ディディエ教会 - 元の建物は1160年代にさかのぼる。建物は12世紀、15世紀、17世紀、19世紀の部分を含む複合的な構造である。身廊は一部が12世紀のロマネスク様式である。一部が14世紀のゴシック様式であるため、北方向の通路片側に隣接する。大きな角型の鐘楼は、てっぺんに19世紀に作られた矢を頂く。一階は14世紀の風格ある礼拝堂が含まれる。聖域は比較的新しく、後陣は19世紀のものである。
- サン＝ディディエの中心部は、石畳が敷かれた道、石がむき出しの古く魅力的な建物で構成されている。

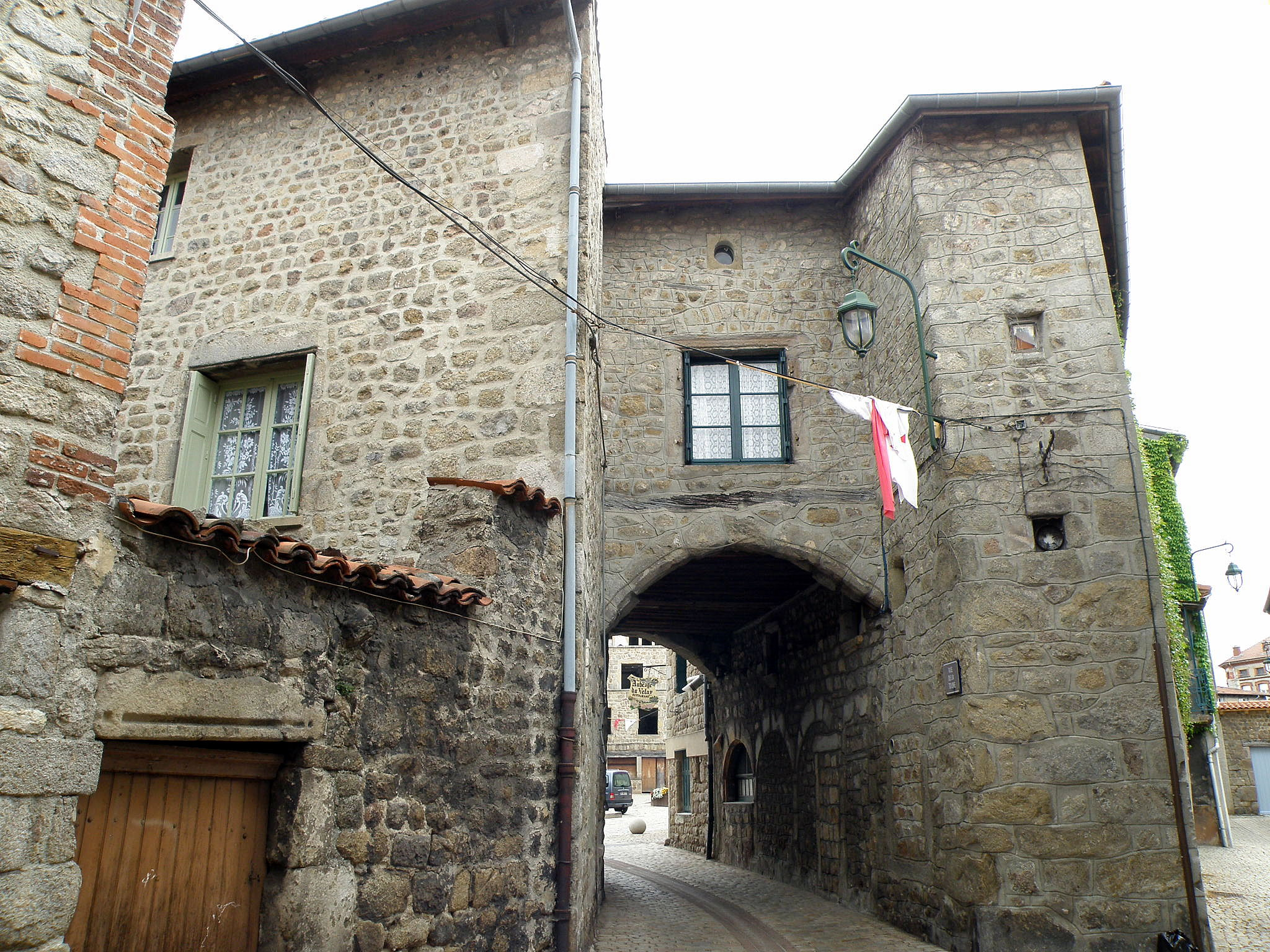
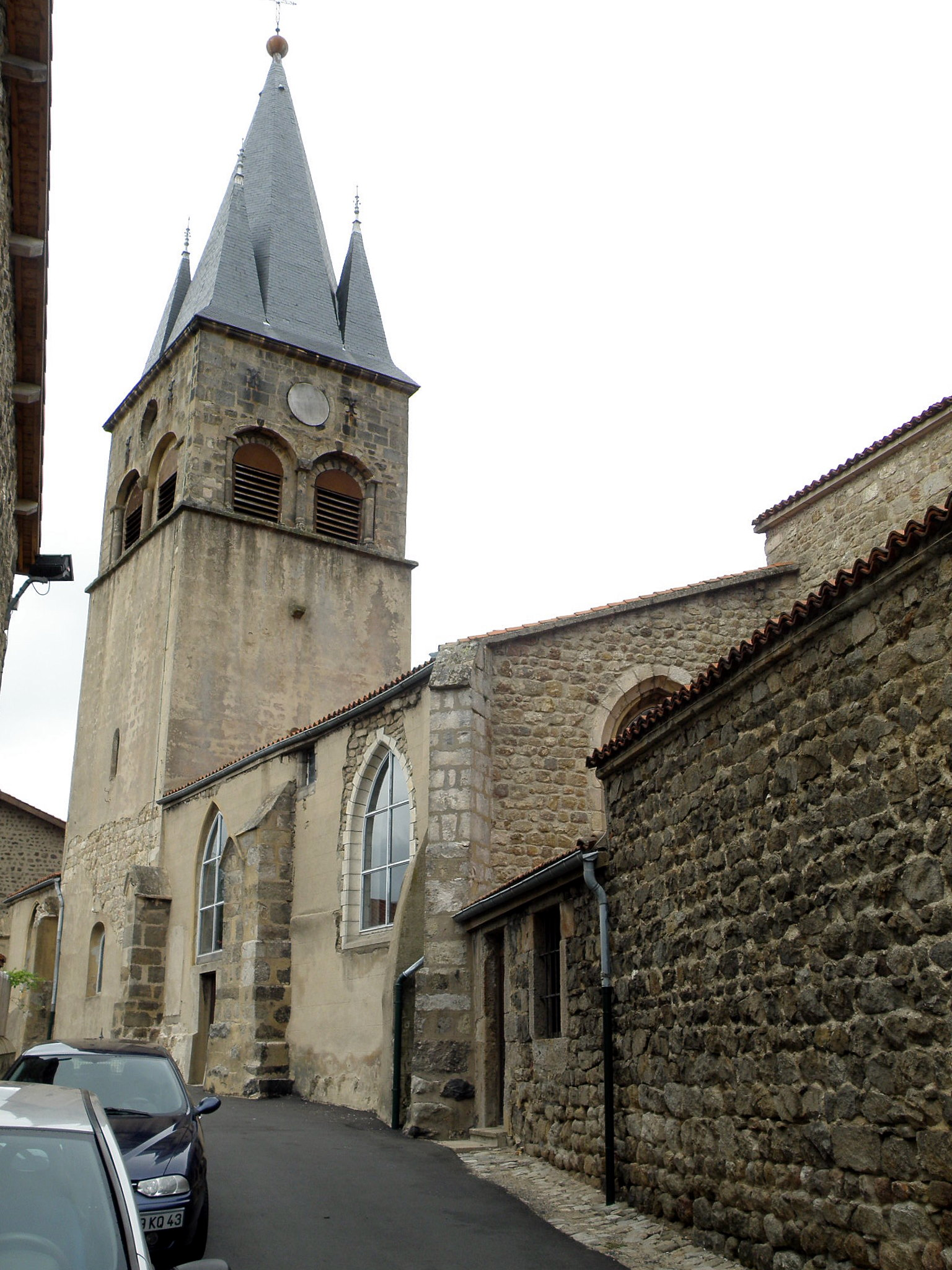
教会南側と鐘楼
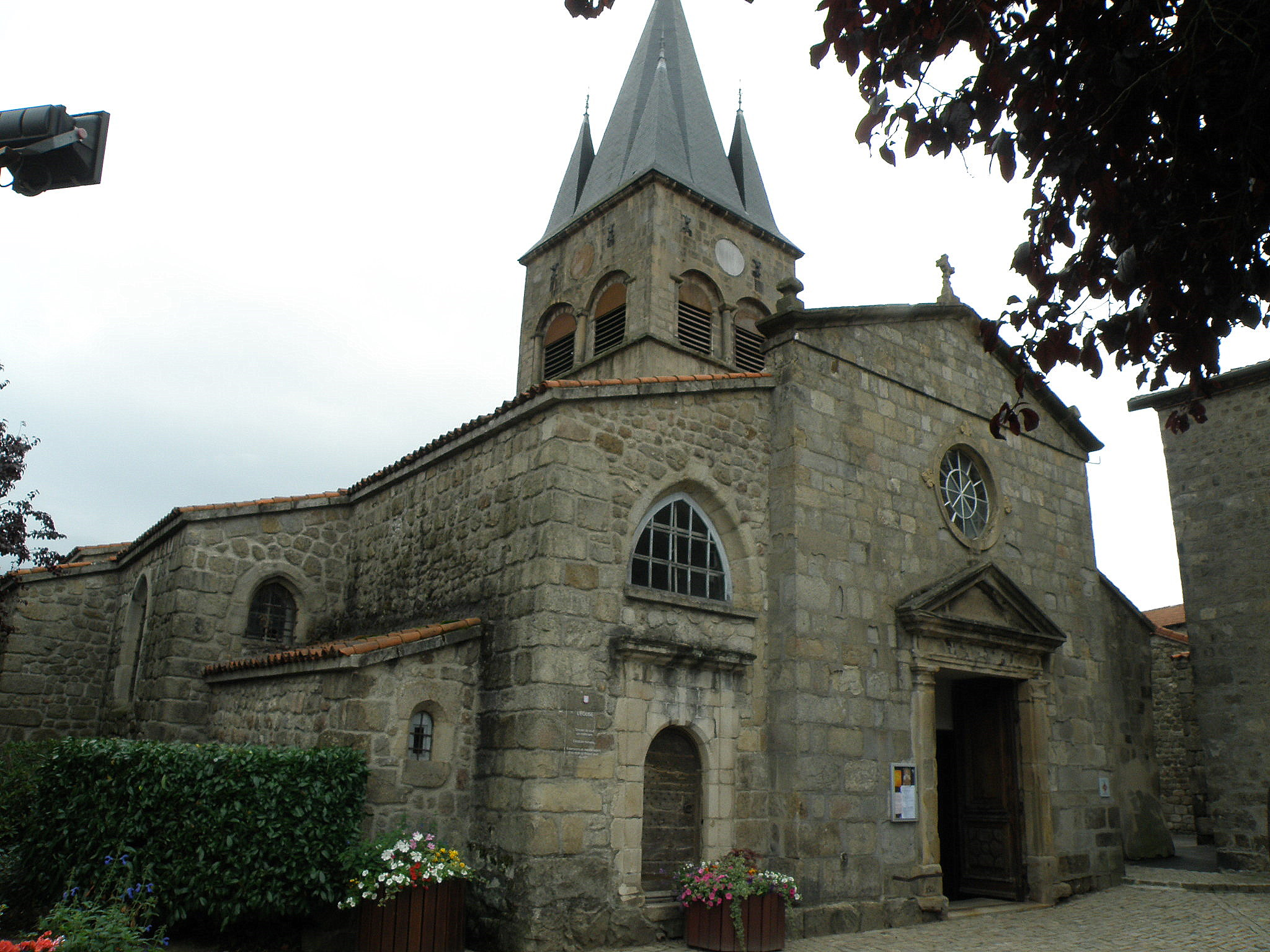
教会西側ファサード
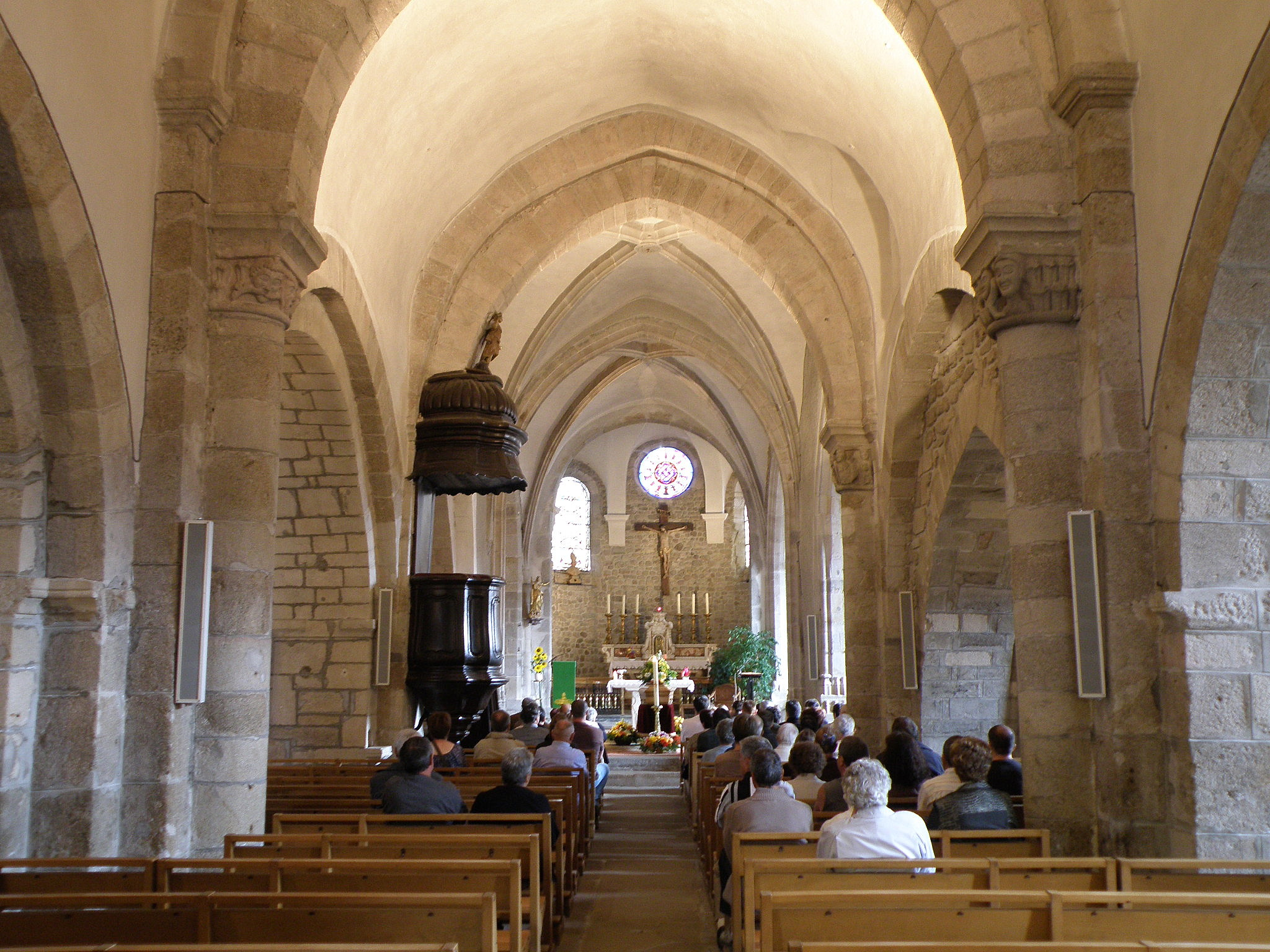
教会身廊